# Ангел Дафинкичев
Ангел Цветков Дафинкичев е български партизанин и офицер от БНА. Работил е и като строителен работник, хамалин и журналист.
Роден е на 5 ноември 1921 г. във видинското село Чупрене. Има завършено средно и висше военно образование.
Член е на РМС от 1938 г., а на БРП (т.с.) – от 1942 г. Излиза в нелегалност и става партизанин през май 1944 г.
От 1947 г. е командир на дружина в О.В.минохвъргачен полк.

## Творчество
- „Съдби и пътища“, 1965 г.
- „Отсам и отвъд границата“, 1970 г.
- „Писма на три адреса“, 1974 г.
- „По пътя...“, 1974 г.
- „Родопски триптих“, 1981 г.,
- „Когато плачеше гората“, 1979 г.
- „Йорданка Николова“, 1983 г.
- „Петър Топалов Шмидт“, 1986 г.
- „За Родината“, 1986 г.
- „Йорданка Николова“, 1986 г. ((ru))
- „Героите...“, 1987 г.
- „Завинаги“, 1988 г.